# Лесозаводский (Мурманская область)
Лесозаводский — населённый пункт (с1941 по 1995 г. — рабочий посёлок) в Кандалакшском районе Мурманской области. Входит в городское поселение Зеленоборский.

## География
Расположен на острове Олений в Кандалакшском заливе. Включён в перечень населённых пунктов Мурманской области, подверженных угрозе лесных пожаров.

## История
Основан в 1899-м году.
Указом Президиума Верховного Совета РСФСР от 27 марта 1941 года населённый пункт при лесозаводе № 7 Кандалакшского района Мурманской области, отнесен к разряду рабочих поселков с присвоением ему наименования — рабочий посёлок Лесозаводский и с включением в черту рабочего поселка населённых пунктов: лесозавода № 8 и бывшего лесозавода № 44.

## Население
| 1959 | 1970  | 1979  | 1989  | 2002 | 2010 |
| ---- | ----- | ----- | ----- | ---- | ---- |
| 1744 | ↘1448 | ↘1255 | ↘1026 | ↘618 | ↘391 |

Численность населения, проживающего на территории населённого пункта, по данным Всероссийской переписи населения 2010 года составляет 391 человек, из них 169 мужчин (43,2 %) и 222 женщины (56,8 %).